# Арчаро-Орсойска низина
Арчаро-Орсойската низина е низина в Северозападна България, част от Западна Дунавска равнина, в областите Видин и Монтана, покрай десния бряг на река Дунав.
Низината се поделя на две отделни низини Арчарска и Орсойска, разделени от ниско до 60 м възвишение.
Арчарската низина е с площ от 4,8 км2, с дължина около 4 км и ширина 1 км и се отводнява от река Арчар. Средна надморска височина около 30 м. До построяването на крайбрежната дига покрай Дунав низината често е била заливана от високите води на реката. В низината по двата бряга на река Арчар е разположено село Арчар. Голяма част от нея е заета от обработваеми земи.
Орсойската низина се простира източно от най-долното течение на река Скомля и е с площ от 32 км2 и размери 15 км на 3 – 4 км. Средна надморска височина 30 – 35 м, максимална – 42 м. Изградена е от алувиални наноси и представлявя бивша заливна тераса на река Дунав. Изградена крайбрежна водозащитна дига. В източната част се намира Орсойското блато. Извършени са отводнителни мероприятия и осушените земи се използват за земеделие. По южната, висока периферия на низината са разположени селата Добри дол, Сливата и Орсоя, като при последното има активни свлачищни процеси.
От запад на изток, на протежение от 18 км между селата Арчар и Орсоя преминава участък от Републикански път II-11 от Държавната пътна мрежа Видин – Оряхово – Никопол.

## Топографска карта
- Лист от карта K-34-10. Мащаб: 1 : 100 000.
- Лист от карта K-34-11. Мащаб: 1 : 100 000.